# 디지털 온스크린 그래픽

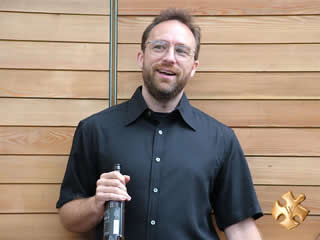
일반적인 디지털 화면 그래픽에서 방송국의 로고는 화면 모서리(이 시뮬레이션 예에서는 오른쪽 하단)에 나타난다.

디지털 온스크린 그래픽(Digital on-screen graphic, DOG)은 대부분의 텔레비전 방송사가 채널을 식별하기 위해 프로그램의 화면 영역 일부 위에 오버레이하는 워터마크와 같은 방송국 로고이다. 따라서 이는 영구적인 영상 방송국 식별의 한 형태로서 브랜드 인지도를 높이고 비디오 신호의 소유권을 주장한다.
그래픽은 타임 시프팅된 프로그램, 즉 비디오 테이프, DVD 또는 티보(TiVo)와 같은 디지털 개인용 비디오 레코더에 녹화된 프로그램의 소스를 식별한다. 이러한 기술 중 다수를 통해 시청자는 기존의 프로그래밍 스테이션 간 식별을 건너뛰거나 생략할 수 있다. 따라서 DOG를 사용하면 표준 광고를 건너뛰는 경우에도 방송국이나 네트워크에서 브랜드 식별을 강화할 수 있다.
DOG 워터마킹은 현재 시리즈의 에피소드를 DVD로 배포하는 등 오프더에어 저작권 침해를 줄이는 데 도움이 된다. 워터마킹된 콘텐츠는 "공식" DVD 릴리스와 쉽게 구별되며 해당 방송이 나온 방송국을 식별하는 데 도움이 될 수 있다. 방송이 캡처되었지만 일반적으로 실제 방송 날짜도 포함된다.
특정 유형의 장소에 올바른 구독이 사용되고 있는지 확인하기 위해 그래픽을 사용할 수 있다. 예를 들어, 술집에서 스카이 스포츠 (영국의 텔레비전 채널)를 시청하려면 더 비싼 구독료가 필요하다. 이 구독에 따라 승인된 채널은 조사관이 볼 수 있도록 화면 하단에 파인트 유리 그래픽을 추가한다. 특정 시간에 그래픽이 변경되어 위조가 더 어려워진다.
반면에 워터마크는 사진을 오염시키고 시청자의 주의를 산만하게 하며 TV 프로그램에 나오는 중요한 정보를 가릴 수도 있다. 매우 밝은 워터마크는 일부 유형의 TV 세트에서 화면 번인을 유발할 수 있다.
시각적으로 인식할 수 있는 삽입된 워터마크를 사용하려면 프로그램 작성자가 보관 목적을 위해 별도의 깨끗한 사본을 보유해야 하지만 이러한 관행은 워터마킹이 방송사 사이에서 인기를 얻었던 수십 년 전에는 일반적이지 않았다. 일관성 있는 이야기를 만들기 위해 노력하는 다큐멘터리에 아카이브 비디오를 사용할 때 워터마크가 문제를 야기한다. 경우에 따라 사진을 정리하기 위해 워터마크가 흐려지거나 디지털 방식으로 제거되는 경우도 있다. 시각적으로 인식할 수 있는 워터마크가 없는 경우 시각적으로 인식할 수 없는 디지털 워터마크를 사용하여 콘텐츠 제어를 보장할 수 있다.
어떤 경우에는 그래픽에 현재 프로그램의 이름도 표시된다. 일부 텔레비전 네트워크에서는 향후 중요한 프로그램을 광고하기 위해 DOG 옆에 추가 로고나 텍스트를 배치할 수 있다. 예를 들어, 올림픽 게임 방송사는 종종 게임이 시작되기 전과 도중에 일정 기간 동안 DOG에 올림픽 오륜을 추가하는 경우가 많다.

## 같이 보기
- 번인
- 디지털 워터마킹